# Bulbophyllum rigidum
Bulbophyllum rigidum är en orkidéart som beskrevs av George King och Robert Pantling. Bulbophyllum rigidum ingår i släktet Bulbophyllum och familjen orkidéer. Inga underarter finns listade i Catalogue of Life.